# Dyskografia Deana Martina
Dyskografia amerykańskiego piosenkarza i aktora Deana Martina (1917–1995) obejmuje 37 oryginalnych albumów studyjnych (w tym kilka albumów grupowych, takich jak Reprise Musical Repertory Theatre czy Robin and the 7 Hoods), 3 albumy koncertowe wydane po jego śmierci, 41 minialbumów, a także 20 projektów kompilacyjnych i 108 singli.
Jego najbardziej uznane przez krytykę projekty zostały wydane przez Capitol Records pod koniec lat 50. – np. Sleep Warm (1959) i This Time I’m Swingin’! (1960). Niemniej jednak piosenkarz nie odniósł znaczącego sukcesu na listach albumów, dopóki nie podpisał kontraktu z Reprise Records na początku lat 60. Niektóre jego albumy były wydawane w innych wytwórniach takich jak: Tower Records (np. album Happy in Love czy The Lush Years), Pickwick Records (np. album I Can’t Give You Anything but Love), oraz Warner Bros. Records (np. album The Nashville Sessions).
Album kompilacyjny Everybody Loves Somebody z 1964 roku był najlepiej sprzedającym się albumem Martina. The Dean Martin Christmas Album, wydany w 1966 roku, stał się bestsellerem w późnych latach 60. i wczesnych 70., trafiając na 1. miejsce na bożonarodzeniowej liście Billboardu[potrzebny przypis].

## Single

### Początki kariery
| Rok wydania | Tytuł                                                               | Wytwórnia |
| Lata 40.    |                                                                     |           |
| 1946        | „Which Way Did My Heart Go?” / „All of Me”                          | Diamond   |
| 1946        | „I Got the Sun in the Morning” / „The Sweetheart of Sigma Chi”      | Diamond   |
| 1947        | „Oh Marie” / „Walking My Baby Back Home”                            | Apollo    |
| 1948        | „Santa Lucia” / „Hold Me”                                           | Apollo    |
| 1949        | „One Foot in Heaven” / „The Night Is Young and You’re So Beautiful” | Embassy   |

### Nagrania zCapitol Records
| Rok wydania | Tytuł | Wytwórnia       |
| Lata 40.    | |                 |
| 1949        | "That Certain Party" (z Jerrym Lewisem)                                                                         | Capitol Records |
| 1949        | „Powder Your Face with Sunshine (Smile, Smile, Smile)”                                                          | Capitol Records |
| Lata 50.    | |                 |
| 1950        | „I’ll Always Love You” z albumu Happy in Love (kompilacja)                                                      | Capitol Records |
| 1951        | „Ma Come Bali (Bella Bimba)”                                                                                    | Capitol Records |
| 1951        | „If” z albumu You Can’t Love ’Em All (kompilacja)                                                               | Capitol Records |
| 1952        | „You Belong to Me”                                                                                              | Capitol Records |
| 1953        | „Love Me, Love Me” z albumu Hey, Brother, Pour the Wine (kompilacja)                                            | Capitol Records |
| 1953        | „Kiss” | Capitol Records |
| 1953        | „That’s Amore” z albumu Sunny Italy (EP) & Dean Martin Sings (wersja LP)                                        | Capitol Records |
| 1954        | „I’d Cry Like a Baby”                                                                                           | Capitol Records |
| 1954        | „Hey Brother Pour the Wine” (strona B: „I’d Cry Like a Baby”) z albumu Hey, Brother, Pour the Wine (kompilacja) | Capitol Records |
| 1954        | „Sway” z albumu Hey, Brother, Pour the Wine (kompilacja)                                                        | Capitol Records |
| 1954        | „Money Burns a Hole in My Pocket” (strona B: „Sway”) z albumu Living It Up (EP)                                 | Capitol Records |
| 1954        | „How Do You Speak to an Angel” z albumu Living It Up (EP)                                                       | Capitol Records |
| 1954        | „That’s What I Like”                                                                                            | Capitol Records |
| 1954        | „The Peddler Man” (strona B: „That’s What I Like”)                                                              | Capitol Records |
| 1954        | „Try Again” | Capitol Records |
| 1954        | „One More Time” (strona B: „Try Again”)                                                                         | Capitol Records |
| 1955        | „The Naughty Lady of Shady Lane”                                                                                | Capitol Records |
| 1955        | „Mambo Italiano”                                                                                                | Capitol Records |
| 1955        | „Let Me Go Lover”                                                                                               | Capitol Records |
| 1955        | „That’s All I Want From You”                                                                                    | Capitol Records |
| 1955        | „Young and Foolish”                                                                                             | Capitol Records |
| 1955        | „Under the Bridges of Paris” (strona B: „Young and Foolish”)                                                    | Capitol Records |
| 1955        | „Open Up The Doghouse” (z Natem Kingiem Cole’em)                                                                | Capitol Records |
| 1955        | „Chee Chee-Oo Chee (Sang The Little Bird)”                                                                      | Capitol Records |
| 1955        | „Memories Are Made of This” z albumu Memories Are Made of This (EP) & Hey, Brother, Pour the Wine (kompilacja)  | Capitol Records |
| 1955        | „Relax-ay-Voo”                                                                                                  | Capitol Records |
| 1956        | „Innamorata” z albumu Artists and Models (EP)                                                                   | Capitol Records |
| 1956        | „Standing on the Corner” z albumu Hey, Brother, Pour the Wine (kompilacja)                                      | Capitol Records |
| 1956        | „Watching the World Go By” (strona B: „Standing on the Corner”)                                                 | Capitol Records |
| 1956        | „Lady With The Big Umbrella”                                                                                    | Capitol Records |
| 1956        | „I’m Gonna Steal You Away”                                                                                      | Capitol Records |
| 1956        | „Mississippi Dreamboat”                                                                                         | Capitol Records |
| 1956        | „The Look” z albumu This Is Dean Martin! (kompilacja)                                                           | Capitol Records |
| 1956        | „I Know I Can’t Forget” z albumu This Is Dean Martin! (kompilacja)                                              | Capitol Records |
| 1957        | „The Man Who Plays the Mandolino” z albumu Hey, Brother, Pour the Wine (kompilacja)                             | Capitol Records |
| 1957        | „Only Trust Your Heart” z albumu Ten Thousand Bedrooms (EP)                                                     | Capitol Records |
| 1957        | „I Never Had a Chance” z albumu The Lush Years (kompilacja)                                                     | Capitol Records |
| 1957        | „Write to Me from Naples” z albumu This Is Dean Martin! (kompilacja)                                            | Capitol Records |
| 1957        | „Promise Her Anything” z albumu This Is Dean Martin! (kompilacja)                                               | Capitol Records |
| 1957        | „Good Mornin’ Life”                                                                                             | Capitol Records |
| 1958        | „Return to Me” z albumu Return to Me (EP) & This Is Dean Martin! (kompilacja)                                   | Capitol Records |
| 1958        | „Angel Baby” z albumu Volare (EP) & This Is Dean Martin! (kompilacja)                                           | Capitol Records |
| 1958        | „Volare” z albumu Volare (EP) & This Is Dean Martin! (kompilacja)                                               | Capitol Records |
| 1958        | „The Magician”                                                                                                  | Capitol Records |
| 1958        | „Once Upon a Time” (strona B: „The Magician”)                                                                   | Capitol Records |
| 1959        | „You Were Made for Love” z albumu Happy in Love (kompilacja)                                                    | Capitol Records |
| 1959        | „It Takes So long” (strona B: „You Were Made For Love”) z albumu The Lush Years (kompilacja)                    | Capitol Records |
| 1959        | „Rio Bravo” z albumu The Lush Years (kompilacja)                                                                | Capitol Records |
| 1959        | „On an Evening in Roma” (Single Version) z albumu Dino: Italian Love Songs                                      | Capitol Records |
| 1959        | „I Ain’t Gonna Lead This Life No More” z albumu You Can’t Love ’Em All (kompilacja)                             | Capitol Records |
| Lata 60.    | |                 |
| 1960        | „Love Me, My Love” z albumu The Lush Years (kompilacja)                                                         | Capitol Records |
| 1960        | „Who Was That Lady?” (strona B: „Love Me, My Love”) z albumu Relaxin’ (kompilacja)                              | Capitol Records |
| 1960        | "Professor! Professor!”                                                                                         | Capitol Records |
| 1960        | „Just in Time” z albumu This Time I’m Swingin’!                                                                 | Capitol Records |
| 1960        | „Ain’t That a Kick in the Head?” z albumu You Can’t Love ’Em All (kompilacja)                                   | Capitol Records |
| 1960        | „Sogni d’oro”                                                                                                   | Capitol Records |
| 1961        | „Sparklin’ Eyes” z albumu Relaxin’ (kompilacja)                                                                 | Capitol Records |
| 1961        | „All in a Night’s Work” z albumu I Can’t Give You Anything but Love (kompilacja)                                | Capitol Records |
| 1961        | „Giuggiola” | Capitol Records |

### Nagrania zReprise Records
| Rok wydania | Tytuł | Wytwórnia       |
| Lata 60.    | |                 |
| 1962        | „Tik-A-Tee, Tik-A-Tay” | Reprise Records |
| 1962        | „C’est si bon” z albumu French Style                                                                                          | Reprise Records |
| 1962        | „Baby-O” z albumu Everybody Loves Somebody (kompilacja)                                                                       | Reprise Records |
| 1962        | „Who’s Got the Action?” | Reprise Records |
| 1962        | „From the Bottom of My Heart”                                                                                                 | Reprise Records |
| 1962        | „Sam’s Song” | Reprise Records |
| 1962        | „Senza Fine” | Reprise Records |
| 1963        | „Face in a Crowd” z albumu Dean „Tex” Martin: Country Style                                                                   | Reprise Records |
| 1963        | „My Sugar’s Gone” z albumu Dean „Tex” Martin Rides Again                                                                      | Reprise Records |
| 1963        | „Via Veneto” | Reprise Records |
| 1963        | "Fugue for Tinhorns" (z Bingiem Crosbym i Frankiem Sinatrą)                                                                   | Reprise Records |
| 1964        | „La Giostra” (The Merry-Go-Round)                                                                                             | Reprise Records |
| 1964        | „Everybody Loves Somebody” (Single Version) z albumu Everybody Loves Somebody (kompilacja)                                    | Reprise Records |
| 1964        | „The Door Is Still Open to My Heart” z albumu The Door Is Still Open to My Heart                                              | Reprise Records |
| 1964        | „Every Minute Every Hour” (strona B: „The Door Is Still Open to My Heart”) z albumu The Door Is Still Open to My Heart        | Reprise Records |
| 1964        | „You’re Nobody till Somebody Loves You” z albumu Dean Martin Hits Again                                                       | Reprise Records |
| 1964        | „You’ll Always Be the One I Love” (strona B: „You’re Nobody till Somebody Loves You”) z albumu Dean Martin Hits Again         | Reprise Records |
| 1965        | „Send Me the Pillow You Dream On” z albumu Dean Martin Hits Again                                                             | Reprise Records |
| 1965        | „I’ll Be Seeing You” (strona B: „Send Me the Pillow You Dream On”) z albumu Dean Martin Hits Again                            | Reprise Records |
| 1965        | „(Remember Me) I’m the One Who Loves You” z albumu (Remember Me) I’m the One Who Loves You                                    | Reprise Records |
| 1965        | „Houston” z albumu Houston | Reprise Records |
| 1965        | „Bumming Around” z albumu (Remember Me) I’m the One Who Loves You (strona B: „Houston”) z albumu Houston                      | Reprise Records |
| 1965        | „I Will” z albumu Houston | Reprise Records |
| 1965        | „You’re the Reason I’m In Love” (strona B: „I Will”) z albumu Houston                                                         | Reprise Records |
| 1966        | „Somewhere There’s a Someone” z albumu Somewhere There’s a Someone                                                            | Reprise Records |
| 1966        | „Come Running Back” z albumu The Hit Sound of Dean Martin                                                                     | Reprise Records |
| 1966        | „Bouquet of Roses” z albumu Somewhere There’s a Someone (strona B: „Come Running Back”) z albumu The Hit Sound of Dean Martin | Reprise Records |
| 1966        | „A Million and One” z albumu The Hit Sound of Dean Martin                                                                     | Reprise Records |
| 1966        | „Nobody’s Baby Again” z albumu Happiness Is Dean Martin                                                                       | Reprise Records |
| 1966        | „It Just Happened That Way” (strona B: „Nobody’s Baby Again”) z albumu Happiness Is Dean Martin                               | Reprise Records |
| 1966        | „(Open Up the Door) Let the Good Times In” z albumu Happiness Is Dean Martin                                                  | Reprise Records |
| 1966        | „Blue Christmas” z albumu The Dean Martin Christmas Album                                                                     | Reprise Records |
| 1967        | „Lay Some Happiness on Me” z albumu Happiness Is Dean Martin                                                                  | Reprise Records |
| 1967        | „In the Chapel in the Moonlight” (nagrany 22 grudnia 1964) z albumu Welcome to My World                                       | Reprise Records |
| 1967        | „Little Ole Wine Drinker, Me” z albumu Welcome to My World                                                                    | Reprise Records |
| 1967        | "Things" (z Nancy Sinatrą) | Reprise Records |
| 1967        | „In the Misty Moonlight” (nagrany w 1964) z albumu The Door Is Still Open to My Heart                                         | Reprise Records |
| 1968        | „You’ve Still Got a Place in My Heart” z albumu Happiness Is Dean Martin                                                      | Reprise Records |
| 1968        | „April Again” z albumu Gentle on My Mind                                                                                      | Reprise Records |
| 1968        | „That Old Time Feelin'” (strona B: „April Again”) z albumu Gentle on My Mind                                                  | Reprise Records |
| 1968        | „5 Card Stud” | Reprise Records |
| 1968        | „Not Enough Indians” z albumu Gentle on My Mind                                                                               | Reprise Records |
| 1969        | „Gentle on My Mind” z albumu Gentle on My Mind                                                                                | Reprise Records |
| 1969        | „I Take a Lot of Pride in What I Am” z albumu Take a Lot of Pride in What I Am                                                | Reprise Records |
| 1969        | „One Cup of Happiness (and One Piece of Mind)” z albumu Take a Lot of Pride in What I Am                                      | Reprise Records |
| Lata 70.    | |                 |
| 1970        | „Come on Down” | Reprise Records |
| 1970        | „For the Love of a Woman” | Reprise Records |
| 1970        | „My Woman, My Woman, My Wife” z albumu My Woman, My Woman, My Wife                                                            | Reprise Records |
| 1970        | „Detroit City” z albumu My Woman, My Woman, My Wife                                                                           | Reprise Records |
| 1970        | „Georgia Sunshine” z albumu For the Good Times                                                                                | Reprise Records |
| 1971        | „She’s a Little Bit Country” z albumu For the Good Times                                                                      | Reprise Records |
| 1971        | „What’s Yesterday” z albumu Dino                                                                                              | Reprise Records |
| 1972        | „Guess Who” z albumu Dino | Reprise Records |
| 1973        | „Amor Mio” z albumu You’re the Best Thing That Ever Happened to Me                                                            | Reprise Records |
| 1973        | „Get on with Your Livin'” z albumu You’re the Best Thing That Ever Happened to Me                                             | Reprise Records |
| 1973        | „You’re the Best Thing That Ever Happened to Me” z albumu You’re the Best Thing That Ever Happened to Me                      | Reprise Records |

### Nagrania zWarner Bros. Records
| Rok wydania | Tytuł                                                                       | Wytwórnia            |
| Lata 80.    |                                                                             |                      |
| 1983        | "My First Country Song" (z Conwayem Twitty) z albumu The Nashville Sessions | Warner Bros. Records |
| 1983        | „Since I Met You Baby” z albumu The Nashville Sessions                      | Warner Bros. Records |

### Nagrania zMCA Records
| Rok wydania | Tytuł                                       | Wytwórnia   |
| Lata 80.    |                                             |             |
| 1985        | „L.A. Is My Home” (ostatni singiel Martina) | MCA Records |

## Albumy (studyjne i kompilacyjne)
| Rok                                                                                           | Tytuł                                                                                 | Wydany                         | Wytwórnia                           | Rodzaj albumu                  | Uwagi | Najwyższe pozycje na listach   | Najwyższe pozycje na listach   | Najwyższe pozycje na listach   | Certyfikaty                    |
| Rok                                                                                           | Tytuł                                                                                 | Wydany                         | Wytwórnia                           | Rodzaj albumu                  | Uwagi | US                             | US Country                     | UK                             | Certyfikaty                    |
| (Wydania: Capitol Records – 7)                                                                | (Wydania: Capitol Records – 7)                                                        | (Wydania: Capitol Records – 7) | (Wydania: Capitol Records – 7)      | (Wydania: Capitol Records – 7) | (Wydania: Capitol Records – 7) | (Wydania: Capitol Records – 7) | (Wydania: Capitol Records – 7) | (Wydania: Capitol Records – 7) | (Wydania: Capitol Records – 7) |
| --------------------------------------------------------------------------------------------- | ------------------------------------------------------------------------------------- | ------------------------------ | ----------------------------------- | ------------------------------ | --- | ------------------------------ | ------------------------------ | ------------------------------ | ------------------------------ |
| 1953                                                                                          | Dean Martin Sings (nagrany w 1952)                                                    | 12 stycznia                    | Capitol Records (H-401)             | studyjny                       | - pierwszy album studyjny Deana Martina - Siedem z ośmiu piosenek tego albumu pojawiło się w filmie The Stooge, w którym Martin zagrał razem z Jerrym Lewisem. - Jest to jedyny album, który został wydany przez Martina w formacie 10-calowej płyty LP. Pozostałe jego albumy były wydawane jako 12-calowe płyty LP. | –                              | –                              | –                              |                                |
| 1955                                                                                          | Swingin’ Down Yonder (nagrany w 1954–1955)                                            | 1 sierpnia                     | Capitol Records (T-576)             | studyjny                       | - Kilka z piosenek tego albumu zostało wykonanych także przez Binga Crosby’ego, na przykład na jego albumie A Southern Memoir z 1975 roku. | –                              | –                              | –                              |                                |
| 1957                                                                                          | Pretty Baby                                                                           | 17 czerwca                     | Capitol Records (T-849)             | studyjny                       | | –                              | –                              | –                              |                                |
| 1958                                                                                          | This Is Dean Martin!                                                                  | 25 sierpnia                    | Capitol Records (T-1047)            | kompilacyjny                   | - Album zawierał trzy utwory: „Return to Me”, „Angel Baby” i „Volare”, które zostały nagrane w roku 1958 oraz dziewięć utworów z 1952 roku, które były wcześniej wydawane jako single. | –                              | –                              | –                              |                                |
| 1958                                                                                          | Martin Magic                                                                          |                                | Capitol Records (T-10)              | kompilacyjny                   | | –                              | –                              | –                              |                                |
| 1959                                                                                          | Sleep Warm (nagrany w 1958)                                                           | 2 marca                        | Capitol Records (T-1150)            | studyjny                       | - wraz z orkiestrą pod dyrekcją Franka Sinatry | –                              | –                              | –                              |                                |
| 1959                                                                                          | A Winter Romance                                                                      | 16 listopada                   | Capitol Records (T-1285)            | studyjny                       | - Nie jest to album z piosenkami wyłącznie o tematyce bożonarodzeniowej, ale zawiera kilka utworów związanych ze Świętami Bożego Narodzenia. | 61                             | –                              | –                              |                                |
| (Wydania: Capitol Records – 7, Reprise Records – 25, Tower Records – 4, Pickwick Records – 4) |                                                                                       |                                |                                     |                                | |                                |                                |                                |                                |
| 1960                                                                                          | This Time I’m Swingin’!                                                               | 3 października                 | Capitol Records (T-1442)            | studyjny                       | | –                              | –                              | 18                             |                                |
| 1960                                                                                          | Bells Are Ringing                                                                     |                                | Capitol Records (W-1435)            | ścieżka dźwiękowa              | - z Judy Holliday | –                              | –                              | –                              |                                |
| 1962                                                                                          | Dino: Italian Love Songs (nagrany w 1961)                                             | 5 lutego                       | Capitol Records (T-1659)            | studyjny                       | | 73                             | –                              | –                              |                                |
| 1962                                                                                          | French Style                                                                          | kwiecień                       | Reprise Records (R-6021)            | studyjny                       | - pierwszy album Martina nagrany dla Reprise | –                              | –                              | –                              |                                |
| 1962                                                                                          | Cha Cha de Amor (nagrany w 1961)                                                      | 5 listopada                    | Capitol Records (T-1702)            | studyjny                       | - ostatni album Martina nagrany dla Capitol | –                              | –                              | –                              |                                |
| 1962                                                                                          | Dino Latino                                                                           |                                | Reprise Records (R-6054)            | studyjny                       | | 99                             | –                              | –                              |                                |
| 1963                                                                                          | Dean „Tex” Martin: Country Style                                                      | 14 stycznia                    | Reprise Records (R-6061)            | studyjny                       | | 109                            | –                              | –                              |                                |
| 1963                                                                                          | Dean „Tex” Martin Rides Again                                                         | kwiecień                       | Reprise Records (R-6085)            | stydyjny                       | - Album ten był kontynuacją poprzedniego albumu Martina – Dean „Tex” Martin: Country Style. | –                              | –                              | –                              |                                |
| 1963                                                                                          | Reprise Musical Repertory Theatre - Finian's Rainbow - Kiss Me, Kate - Guys and Dolls |                                | RepriseRecords (4F-2019)            | studyjny                       | - zestaw 4 albumów, w tym 3 albumy z udziałem Deana - Wraz z: Bingiem Crosbym, Frankiem Sinatrą, Rosemary Clooney, Sammym Davisem Jr., Debbie Reynolds oraz innymi wykonawcami | –                              | –                              | –                              |                                |
| 1964                                                                                          | Robin and the 7 Hoods: Original Score From The Motion Picture Musical Comedy          | czerwiec                       | Reprise Records (F-2021)            | studyjny                       | - Wraz z: Bingiem Crosbym, Sammym Davisem Jr., Frankiem Sinatrą oraz Peterem Falkiem | –                              | –                              | –                              |                                |
| 1964                                                                                          | Everybody Loves Somebody                                                              | 4 sierpnia                     | Reprise Records (R-6130)            | kompilacyjny                   | - Album zawierał utwory nagrane w latach 1962–1964 i ukazał się tego samego dnia co album Dream with Dean. | 2                              | –                              | –                              | RIAA: Złoty                    |
| 1964                                                                                          | Dream with Dean                                                                       | 4 sierpnia                     | Reprise Records (R-6123)            | studyjny                       | - Album ukazał się tego samego dnia co album Everybody Loves Somebody. | 15                             | –                              | –                              | RIAA: Złoty                    |
| 1964                                                                                          | The Door Is Still Open to My Heart                                                    | październik                    | Reprise Records (R/RS-6140)         | studyjny                       | - Utwory „I’m Gonna Change Everything”, „The Middle of the Night Is My Cryin Time” i „My Sugar’s Gone” pochodzą z albumu Dean „Tex” Martin Rides Again. | 9                              | –                              | –                              | RIAA: Złoty                    |
| 1964                                                                                          | Hey, Brother, Pour the Wine                                                           | 30 listopada                   | Capitol Records (T-2212)            | kompilacyjny                   | | –                              | –                              | –                              |                                |
| 1965                                                                                          | Dean Martin Hits Again                                                                | 2 lutego                       | Reprise Records (R/RS-6146)         | studyjny                       | - Utwór „You’re Nobody till Somebody Loves You” pochodzi z albumu The Door Is Still Open to My Heart. | 13                             | –                              | –                              | RIAA: Złoty                    |
| 1965                                                                                          | (Remember Me) I’m the One Who Loves You                                               | wrzesień                       | Reprise Records (R/RS-6170)         | studyjny                       | | 12                             | –                              | –                              | RIAA: Złoty                    |
| 1965                                                                                          | Houston                                                                               | listopad                       | Reprise Records (R/RS-6181)         | studyjny                       | | 11                             | –                              | –                              | RIAA: Złoty                    |
| 1965                                                                                          | The Lush Years                                                                        |                                | Tower Records (T-5006)              | kompilacyjny                   | | –                              | –                              | –                              |                                |
| 1966                                                                                          | The Summit                                                                            |                                | Reprise Records (R-5031)            | kompilacyjny                   | - Wraz z: Bingiem Crosbym, Frankiem Sinatrą oraz Sammym Davisem Jr. | –                              | –                              | –                              |                                |
| 1966                                                                                          | Relaxin’                                                                              | 7 marca                        | Tower Records (T-5018)              | kompilacyjny                   | | –                              | –                              | –                              |                                |
| 1966                                                                                          | Somewhere There’s a Someone                                                           | luty                           | Reprise Records (R/RS-6201)         | studyjny                       | | 50                             | –                              | –                              | RIAA: Złoty                    |
| 1966                                                                                          | Dean Martin Sings Songs from „The Silencers”                                          | marzec                         | Reprise Records (R/RS-6211)         | studyjny                       | - Album zawierał utwory z filmu The Silencers, będące nowymi nagraniami studyjnymi, a nie ścieżką dźwiękową. | 108                            | –                              | –                              |                                |
| 1966                                                                                          | The Hit Sound of Dean Martin                                                          |                                | Reprise Records (R/RS-6213)         | studyjny                       | - Utwory „Any Time” i „Ain’t Gonna Try Anymore” pochodzą z albumu Dean „Tex” Martin: Country Style. | 50                             | –                              | –                              |                                |
| 1966                                                                                          | Happy in Love                                                                         | 2 sierpnia                     | Tower Records (T-5036)              | kompilacyjny                   | | –                              | –                              | –                              |                                |
| 1966                                                                                          | The Best of Dean Martin                                                               | 3 października                 | Capitol Records (DT-2601)           | kompilacyjny                   | | 95                             | –                              | –                              | RIAA: Platynowy                |
| 1966                                                                                          | The Dean Martin Christmas Album                                                       | październik                    | Reprise Records (R/RS-6222)         | studyjny                       | - Był to jedyny album muzyczny Martina, który zawierał typowe utwory bożonarodzeniowe. | 36                             | –                              | –                              | RIAA: Złoty                    |
| 1966                                                                                          | The Dean Martin TV Show                                                               | listopad                       | Reprise Records (R/RS-6233)         | studyjny                       | - Album ten nie jest ścieżką dźwiękową z programu telewizyjnego Martina. | 34                             | –                              | 35                             |                                |
| 1967                                                                                          | Happiness Is Dean Martin                                                              | kwiecień                       | Reprise Records (R/RS-6242)         | studyjny                       | - Album zawiera okrojoną aranżację zespołu, z mniejszym naciskiem na chóry wokalne i orkiestrację. | 46                             | –                              | –                              |                                |
| 1967                                                                                          | You Can’t Love ’Em All                                                                |                                | Pickwick Records (PC-3057)          | kompilacyjny                   | | –                              | –                              | –                              |                                |
| 1967                                                                                          | Dino – Like Never Before                                                              | 7 sierpnia                     | Tower Records (T-5059)              | kompilacyjny                   | | –                              | –                              | –                              |                                |
| 1967                                                                                          | Welcome to My World (nagrany w 1964–1967)                                             |                                | Reprise Records (R/RS-6250)         | studyjny                       | - Utwór „In the Chapel in the Moonlight” pochodzi z albumu Dean Martin Hits Again, a utwór „Welcome to My World” pojawił się na albumie (Remember Me) I’m the One Who Loves You. | 20                             | –                              | 39                             | RIAA: Złoty                    |
| 1967                                                                                          | Deluxe                                                                                |                                | Pickwick Records (SPC-3283)         | kompilacyjny                   | | –                              | –                              | –                              |                                |
| 1968                                                                                          | Dean Martin’s Greatest Hits! Vol. 1                                                   | 13 maja                        | Reprise Records (RS-6301)           | kompilacyjny                   | | 26                             | –                              | 40                             | RIAA: Złoty                    |
| 1968                                                                                          | Dean Martin’s Greatest Hits! Vol. 2                                                   | 13 sierpnia                    | Reprise Records (RS-6320)           | kompilacyjny                   | | 83                             | –                              | –                              | RIAA: Złoty                    |
| 1968                                                                                          | I Can’t Give You Anything but Love                                                    |                                | Pickwick Records (PC-3089)          | kompilacyjny                   | | –                              | –                              | –                              |                                |
| 1968                                                                                          | Gentle on My Mind                                                                     | listopad                       | Reprise Records (R/RS-6330)         | studyjny                       | | 14                             | –                              | 9                              | RIAA: Złoty                    |
| 1968                                                                                          | On the Sunny Side                                                                     |                                | Reprise Records (2RS-5264)          | kompilacyjny                   | | –                              | –                              | –                              |                                |
| 1969                                                                                          | The Best of Dean Martin, Vol. 2                                                       | 13 stycznia                    | Capitol Records (SKAO-140)          | kompilacyjny                   | | 145                            | –                              | –                              |                                |
| 1969                                                                                          | I Take a Lot of Pride in What I Am                                                    | sierpień                       | Reprise Records (R/RS-6338)         | studyjny                       | | 90                             | –                              | –                              |                                |
| 1969                                                                                          | Young & Foolish                                                                       |                                | Pickwick Records (SPC-3136)         | kompilacyjny                   | | –                              | –                              | –                              |                                |
| (Wydania: Reprise Records – 6)                                                                |                                                                                       |                                |                                     |                                | |                                |                                |                                |                                |
| 1970                                                                                          | My Woman, My Woman, My Wife                                                           | lipiec                         | Reprise Records (R/RS-6403)         | studyjny                       | | 97                             | –                              | –                              |                                |
| 1971                                                                                          | For the Good Times (nagrany w 1970)                                                   | styczeń                        | Reprise Records (R/RS-6428)         | studyjny                       | | 113                            | 41                             | –                              |                                |
| 1972                                                                                          | Dino (nagrany w 1971)                                                                 | styczeń                        | Reprise Records (MS-2053)           | studyjny                       | | 117                            | –                              | –                              |                                |
| 1973                                                                                          | Sittin’ on Top of the World                                                           | 29 maja                        | Reprise Records (MS-2113)           | studyjny                       | | –                              | –                              | –                              |                                |
| 1973                                                                                          | You’re the Best Thing That Ever Happened to Me                                        | 14 grudnia                     | Reprise Records (MS-2174)           | studyjny                       | | –                              | –                              | –                              |                                |
| 1978                                                                                          | Once in a While (nagrany w 1974)                                                      | 20 października                | Reprise Records (MSK-2267)          | studyjny                       | - ostatni album Martina nagrany dla Reprise - Wiele piosenek zawartych na tym albumie było związanych z amerykańskim piosenkarzem Bingiem Crosbym. | –                              | –                              | –                              |                                |
| (Wydania: Warner Bros. Records – 1, Capitol Records – 1)                                      |                                                                                       |                                |                                     |                                | |                                |                                |                                |                                |
| 1983                                                                                          | The Nashville Sessions                                                                | 15 czerwca                     | Warner Bros. Records (WB-1-23870-1) | studyjny                       | - ostatni album studyjny Deana Martina - jeden utwór wykonany z Conway’em Twitty oraz jeden z Merle Haggardem | –                              | 49                             | –                              |                                |
| 1989                                                                                          | Dean Martin: The Capitol Collector’s Series                                           | 25 października                | Capitol Records (CDP 7 91633 2)     | kompilacyjny                   | | –                              | –                              | –                              | RIAA: Złoty                    |
| (Wydania: Curb Records – 1, Prism Leisure –1)                                                 |                                                                                       |                                |                                     |                                | |                                |                                |                                |                                |
| 1990                                                                                          | Dean Martin: All-Time Greatest Hits                                                   |                                | Curb Records (D2-77383)             | kompilacyjny                   | | –                              | –                              | –                              | RIAA: Złoty                    |
| 1998                                                                                          | Live at the Sands Hotel (nagrany w 1964)                                              |                                | Prism Leisure (PLATCD 575)          | koncertowy                     | - wydanie pośmiertne | –                              | –                              | –                              |                                |
| (Wydania: Capitol Records – 2)                                                                |                                                                                       |                                |                                     |                                | |                                |                                |                                |                                |
| 2005                                                                                          | Live from Las Vegas (nagrany w 1967)                                                  | 26 kwietnia                    | Capitol Records (72435-60229-2-8)   | koncertowy                     | - wydanie pośmiertne | –                              | –                              | –                              |                                |
| 2005                                                                                          | Live from Lake Tahoe 1962 (nagrany w 1962)                                            |                                | Capitol Records                     | koncertowy                     | - wydanie pośmiertne | –                              | –                              | –                              |                                |

## Albumy EP (minialbumy)
| Rok                                                   | Tytuł                                                                                 | Wytwórnia                     | Uwagi            |
| (Wydania: Capitol Records – 12)                       |                                                                                       |                               |                  |
| 1953                                                  | Sunny Italy                                                                           | Capitol Records (EAP 1-481)   |                  |
| 1954                                                  | Living It Up                                                                          | Capitol Records (EAP 1-533)   | z Jerrym Lewisem |
| 1955                                                  | Let Me Go, Lover                                                                      | Capitol Records (EAP 1-9123)  |                  |
| 1955                                                  | Artists and Models                                                                    | Capitol Records (EAP 1-702)   |                  |
| 1956                                                  | Pardners                                                                              | Capitol Records (EAP 1-752)   | z Jerrym Lewisem |
| 1956                                                  | Hollywood or Bust                                                                     | Capitol Records (EAP 1-806)   |                  |
| 1956                                                  | Memories Are Made of This                                                             | Capitol Records (EAP 1-701)   |                  |
| 1957                                                  | Ten Thousand Bedrooms                                                                 | Capitol Records (EAP 1-840)   |                  |
| 1958                                                  | Return To Me                                                                          | Capitol Records (EAP 1-939)   |                  |
| 1958                                                  | Volare (Nel Blu Dipinto Di Blu)                                                       | Capitol Records (EAP 1-1027)  |                  |
| 1959                                                  | Río Bravo / My Rifle, My Pony and Me / On An Evening In Roma / You Can’t Love 'Em All | Capitol Records (EAP 1-20013) |                  |
| 1959                                                  | On A Evening In Roma (Sott’er Celo De Roma)                                           | Capitol Records (EAP 1-20024) |                  |
| (Wydania: Capitol Records – 10, Reprise Records – 15) |                                                                                       |                               |                  |
| 1960                                                  | Rio Bravo – „Un Dollaro D’Onore”                                                      | Capitol Records (EAP 1-20016) |                  |
| 1960                                                  | Who Was That Lady                                                                     | Capitol Records (EAP 1-20058) |                  |
| 1961                                                  | Line and Dino                                                                         | Capitol Records (EAP 1-20060) | z Line Renaud    |
| 1961                                                  | Relaxin’ with Dean Martin                                                             | Capitol Records (EAP 1-20072) |                  |
| 1961                                                  | Dean Martin in Movieland                                                              | Capitol Records (EAP 1-20124) |                  |
| 1961                                                  | I’m Yours                                                                             | Capitol Records (EAP 1-20152) |                  |
| 1961                                                  | Sogni D’Oro                                                                           | Capitol Records (EAP 1-20167) |                  |
| 1961                                                  | Giuggiola                                                                             | Capitol Records (EAP 1-20212) |                  |
| 1964                                                  | We’ll Sing In the Sunshine                                                            | Reprise Records (REP-30036)   |                  |
| 1964                                                  | Winter Wonderland                                                                     | Reprise Records (REP-30090)   |                  |
| 1965                                                  | Give A Little Kiss                                                                    | Reprise Records (REP-29728)   |                  |
| 1965                                                  | I’ll Be Seeing You                                                                    | Reprise Records (REP-30044)   |                  |
| 1965                                                  | Send Me Some Lovin                                                                    | Reprise Records (REP-30051)   |                  |
| 1965                                                  | The Birds and the Bees                                                                | Reprise Records (REP-30059)   |                  |
| 1965                                                  | Red Roses For A Blue Lady                                                             | Reprise Records (REP-30066)   |                  |
| 1965                                                  | You’re Nobody Til Somebody Loves You                                                  | Reprise Records (REP-60063)   |                  |
| 1965                                                  | I’m The One Who Loves You                                                             | Reprise Records (REP-60071)   |                  |
| 1965                                                  | Holiday Cheer                                                                         | Capitol Records (EAP-4 2343)  |                  |
| 1966                                                  | The Early Hits of Dean Martin                                                         | Capitol Records (EAP-1-20795) |                  |
| 1966                                                  | Love, Love, Love                                                                      | Reprise Records (REP-60074)   |                  |
| 1966                                                  | The Glory of Love                                                                     | Reprise Records (REP-60078)   |                  |
| 1966                                                  | A Million and One                                                                     | Reprise Records (REP-60091)   |                  |
| 1967                                                  | In The Chapel In the Moonlight                                                        | Reprise Records (REP-60108)   |                  |
| 1967                                                  | Lay Some Happiness On Me                                                              | Reprise Records (REP-29758)   |                  |
| 1967                                                  | Mr. Happiness                                                                         | Reprise Records (REP-30084)   |                  |
| (Wydania: Reprise Records – 4)                        |                                                                                       |                               |                  |
| 1970                                                  | Not Enough Indians                                                                    | Reprise Records (EPRS-6330)   |                  |
| 1972                                                  | Favourites                                                                            | Reprise Records (EPR-250)     |                  |
| 1974                                                  | Little Ole Wine Drinker Me                                                            | Reprise Records (K-14340)     |                  |
| 1974                                                  | Gentle On My Mind                                                                     | Reprise Records (K-14341)     |                  |

## Inne zestawy piosenek wydane po śmierci artysty
| Rok        | Tytuł                                                          | Uwagi                              |
| Lata 90.   |                                                                |                                    |
| 1996       | The Capitol Years                                              |                                    |
| 1996       | That’s Amore: The Best Of Dean Martin                          |                                    |
| 1997       | Memories Are Made of This                                      | box sets                           |
| 1998       | Greatest Hits: King of Cool                                    |                                    |
| 1998       | Return to Me                                                   | box sets                           |
| 1999       | Hurtin’ Country Songs                                          |                                    |
| Lata 2000. |                                                                |                                    |
| 2002       | Swingin’ with Dino                                             |                                    |
| 2002       | Everybody Loves Somebody: The Reprise Years 1962–1966          | box sets                           |
| 2002       | Lay Some Happiness on Me: The Reprise Years and More 1966–1985 | box sets                           |
| 2004       | Dino: The Essential Dean Martin                                |                                    |
| 2004       | Christmas with Dino                                            |                                    |
| 2006       | My Woman, My Woman, My Wife                                    | ponowne wydanie albumu na płytę CD |
| 2006       | For the Good Times                                             | ponowne wydanie albumu na płytę CD |
| 2006       | Sittin’ on Top of the World                                    | ponowne wydanie albumu na płytę CD |
| 2006       | Once in a While                                                | ponowne wydanie albumu na płytę CD |
| 2007       | Forever Cool                                                   |                                    |
| 2007       | Saga All Stars: Dino Swings! / Selected Singles 1949-56        |                                    |
| 2007       | BD Music Presents Dean Martin                                  |                                    |
| 2009       | Amore                                                          |                                    |
| 2009       | My Kind of Christmas                                           |                                    |
| 2009       | (Remember Me) I’m the One Who Loves You                        | ponowne wydanie albumu na płytę CD |
| 2009       | Houston                                                        | ponowne wydanie albumu na płytę CD |
| 2009       | The Hit Sound of Dean Martin                                   | ponowne wydanie albumu na płytę CD |
| 2009       | Happiness Is Dean Martin                                       | ponowne wydanie albumu na płytę CD |
| 2009       | My Woman, My Woman, My Wife                                    | ponowne wydanie albumu na płytę CD |
| 2009       | For the Good Times                                             | ponowne wydanie albumu na płytę CD |
| 2009       | Dino                                                           | ponowne wydanie albumu na płytę CD |
| 2009       | Sittin’ on Top of the World                                    | ponowne wydanie albumu na płytę CD |
| 2009       | You’re the Best Thing That Ever Happened to Me                 | ponowne wydanie albumu na płytę CD |
| 2009       | Once in a While                                                | ponowne wydanie albumu na płytę CD |
| 2010       | Essential Love Songs                                           |                                    |
| 2011       | Cool Then, Cool Now                                            |                                    |
| 2011       | Forever                                                        |                                    |
| 2011       | At the Movies                                                  |                                    |
| 2011       | Christmas with Dean Martin                                     |                                    |
| 2012       | Collected Cool                                                 | box sets                           |
| 2012       | Dean                                                           |                                    |
| 2012       | Icon                                                           |                                    |
| 2013       | Icon, Vol. 2                                                   |                                    |
| 2013       | The Reprise Years                                              |                                    |
| 2013       | Greatest Hits                                                  |                                    |
| 2013       | Dino’s Christmas                                               |                                    |
| 2014       | Playlist: The Very Best of Dean Martin                         |                                    |
| 2014       | The Essential Dean Martin                                      |                                    |
| 2020       | Simply... Dino!                                                |                                    |
| 2020       | Winter Wonderland                                              |                                    |
| 2020       | Christmas with Dean Martin                                     |                                    |
| 2021       | Romance                                                        |                                    |
| 2021       | Jingle Bells                                                   |                                    |
| 2023       | Dean Martin Best Ever Collection!                              |                                    |
| 2023       | Write to Me from Naples                                        |                                    |
| 2023       | Georgia On My Mind                                             |                                    |
| 2023       | Christmas with Dean Martin                                     |                                    |
| 2024       | Integral Dean Martin 1957-1962                                 |                                    |
| 2024       | Dean Martin New Mono to Stereo Mixes                           |                                    |
| 2024       | Music Legends Dean Martin: The Swing Crooner                   |                                    |